# Anna Hude
Anna Sophie (von der) Hude (1858-1934) est une historienne danoise, militante pour le suffrage des femmes au début du XXe siècle.
Elle est la première femme danoise à obtenir un diplôme d'historienne (1887), la première à recevoir la médaille d'or de l'université de Copenhague (1888) et la première à devenir docteur en philosophie.  

## Jeunesse et éducation
Née le 26 juillet 1858 à Ebeltoft, Anna Sophie von der Hude est la fille de Sophus Waldemar von der Hude et de Johanne Larentine Elisabeth Tulinius. Elle est élevée avec ses quatre frères et sœurs à Roskilde. Après avoir travaillé pendant un certain temps comme institutrice, elle s'installe à Copenhague en 1878 pour terminer ses études secondaires. En 1882, elle étudie à l'université de Copenhague. En 1887, elle devient la première femme diplômée en histoire. L'année suivante, elle reçoit la médaille d'or de l'université pour sa thèse sur les origines du féodalisme, En Fremstilling og Kritik af de nyere Opfattelser af Spørgsmaalet om Lensvæsnets Opkomst. En 1893, elle est la première femme à recevoir un doctorat pour son travail sur le parlement médiéval de Danehof intitulé Danehoffet og dets Plads i Danmarks Statsforfatning.

## Viol
Pendant ses études, en 1879, Hude fait la connaissance de C.J. Leerbeck, le médecin de famille de son oncle chez qui elle séjourne. Quelques mois plus tard, Leerbeck la viole. Après une première tentative de suicide, elle lui tire dessus dans une rue. Il survit mais se pend plus tard dans la cellule où il était détenu après que Hude a expliqué la raison de son acte. L'affaire est largement médiatisée, conduisant à la libération de Hude après seulement cinq mois de prison.

## Suite de la carrière
Hude est la première femme à être employée par les Archives nationales danoises où elle travaille de 1889 à 1910. Elle collabore avec Kristian Erslev (en) et William Christensen sur le Repertorium diplomaum Regni danici mediævalis.
À partir de 1884, Hede devient de plus en plus active dans la cause des droits des femmes, devenant membre de la Société des femmes danoises. En 1904, elle s'investit dans la campagne pour le suffrage des femmes, cofondant l'Association des femmes politiques (Politesk Kvindeforening) dont elle est la première présidente en 1905. L'association est à la base du Landsforbundet for Kvinders Valgret, fondé en 1907.
À partir de 1908, elle se désintéresse des droits des femmes, préférant consacrer son temps au spiritisme. En 1913, elle publie The Evidence of Communication with the Dead en anglais, réimprimé depuis,.
Anna Hude est décédée à Copenhague le 9 août 1934.